# Tom Clancy's Ghost Recon: Desert Siege
Desert Siege foi a primeira expansão do jogo Ghost Recon, lançada em 2002. Como o nome indica, as missões são focadas em lugares desérticos. O add-on contém oito novas missões, armas e personagens, além de novas modalidades multiplayer.

## Sinopse
No ano 2009, velhas hostilidades entre a Eritreia e a Etiópia voltam à tona. O Coronel Tesfaye Wolde, do exército etíope, envolveu-se com o comércio ilegal de armas com ultra-nacionalistas russos. Atendendo à um pedido de ajuda internacional, vindo do governo da Eritreia, os Ghosts são convocados para dar um fim às atividades de Wolde.